# Melithaea africana
Melithaea africana is een zachte koraalsoort uit de familie Melithaeidae. De koraalsoort komt uit het geslacht Melithaea. Melithaea africana werd in 1908 voor het eerst wetenschappelijk beschreven door Kükenthal. 